# La Marge (roman)
Pour les articles homonymes, voir La Marge.
La Marge est un roman d'André Pieyre de Mandiargues paru en 1967 aux éditions Gallimard et ayant obtenu le prix Goncourt la même année.

## Historique
Le roman reçoit le prix Goncourt au septième tour de scrutin — par cinq voix contre deux à L'Arbre de Noël de Michel Bataille et une chacune à Renata n'importe quoi de Catherine Guérard et Élise ou la Vraie Vie de Claire Etcherelli — après que le jury a durant plusieurs semaines envisagé de ne pas décerner son prix cette année-là en raison d'une rentrée littéraire considérée comme étant « de médiocre qualité » ; il se met d'accord en dernier ressort sur le roman d'un écrivain expérimenté. Hervé Bazin, le président de l'Académie Goncourt, déclara « Nous venons de couronner un écrivain, déjà célèbre, pour son livre le plus faible. »

## Adaptation cinématographique
Le roman La Marge est adapté au cinéma en 1976 par Walerian Borowczyk sous le même titre, avec dans les rôles principaux, Sylvia Kristel et Joe Dallesandro.

## Éditions
- La Marge, éditions Gallimard, 1967.